# Кеннеди, Патрик Джозеф
Патрик Джозеф Кеннеди (14 января 1858, Бостон, Массачусетс, США — 18 мая 1929, Бостон, Массачусетс, США) — основатель известного клана Кеннеди, наиболее известный из его внуков Джон Фицджеральд Кеннеди был 35-м президентом США.

## Биография
Был младшим из пяти детей в семье ирландских иммигрантов-католиков Патрика Кеннеди (1823—1858) и Бриджит Мерфи, которые оба были из Нью-Росс, Уэксфорд, и поженились в Бостоне 26 сентября 1849 года. Старший их сын, Джон, умер от холеры в младенчестве. Через 10 месяцев после рождения Патрика его отец также скончался во время эпидемии холеры.
Как единственный оставшийся в живых мужчина, Патрик первым в семье Кеннеди должен был получить образование. В возрасте четырнадцати лет он оставил школу и пошёл работать в доках Бостона официально грузчиком, на самом деле начал карьеру бутлегера, чтобы помочь поддержать мать и трёх старших сестёр. В 1880 году на деньги от продажи спиртного он начал карьеру в бизнесе, купив салон на Сенной площади в центре Бостона. Со временем он купил доки в Бостоне, а затем бар в высококлассном отеле Восточном Бостоне, Маверик-хауз. Ещё не достигнув тридцатилетия, он стал импортёром виски.
Патрик также приобрёл долю в угольной компании и значительное количество акций компании Колумбия Траст.
Он учился в Бостонском колледже и стал видным бизнесменом до своего прихода в политику.

## Политическая деятельность
С 1884 года он получил политическую выгоду от своего экономического успеха, став популярным в Бостоне политиком. Патрик Джозеф Кеннеди был членом Палаты представителей, куда избирался пять раз на один год. Он также избирался в Сенат штата Массачусетс три раза, каждый раз на два года. В это время Кеннеди был одним из наиболее важных лидеров Демократической партии в Бостоне и в 1888 году был приглашён для выступления на национальном съезде партии в Сент-Луисе по кандидатуре Гровера Кливленда, выдвигавшегося в президенты Соединённых Штатов. Кеннеди покинул Сенат в 1895 году, войдя в состав партийного Комитета по стратегии, где проявил себя как мастер закулисных действий.

## Память
Именем Патрика Джозефа Кеннеди названа государственная гимназия в Восточном Бостоне.